# 甘德湖
48°55′52″N 54°44′03″W / 48.93111°N 54.73417°W

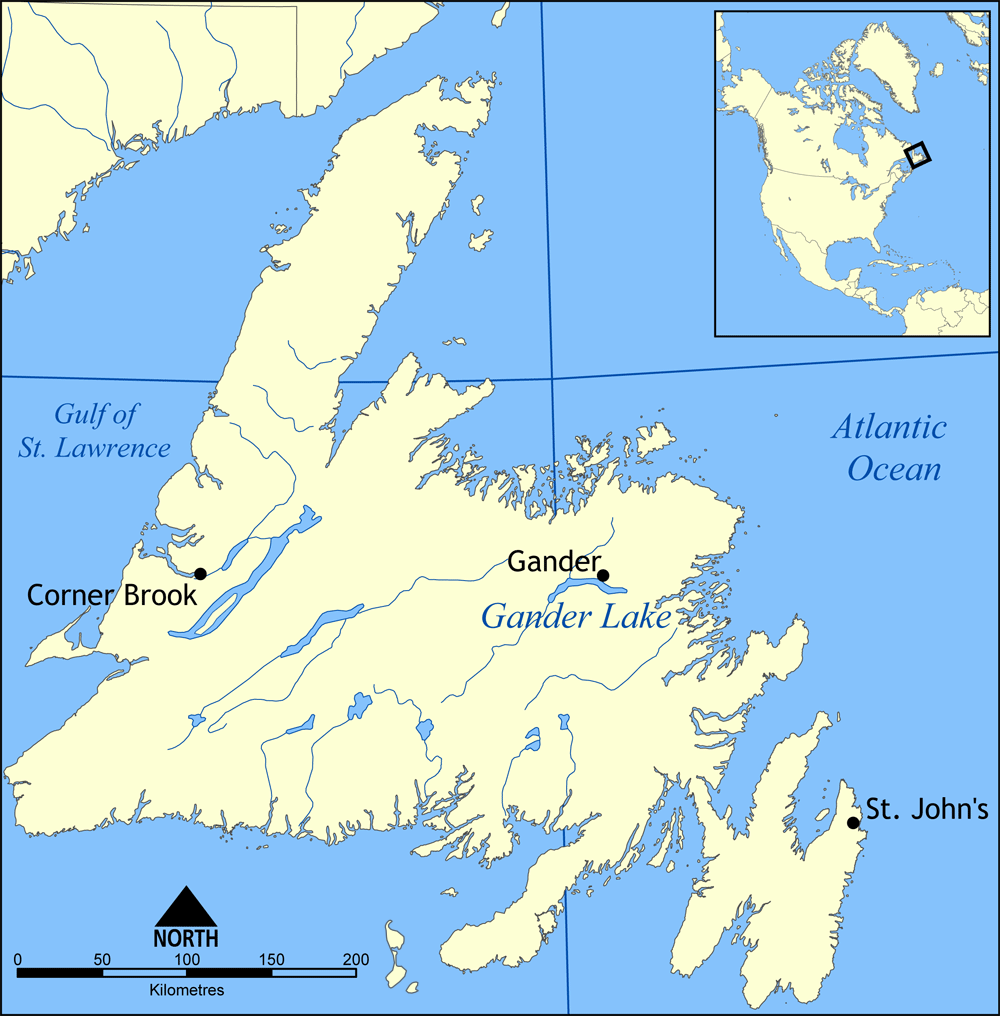

甘德湖是加拿大的湖泊，位於紐芬蘭島中部，由紐芬蘭-拉布拉多省負責管轄，長56公里、寬7公里，面積113.2平方公里，平均水深105.4米，最大水深288米。